# Бургайчяй (Расейняйський район)
Бургайчяй (Burgaičiai) — хутір у Литві, Расейняйський район, Палепяйське староство, знаходиться за 4 км від села Палепяй. 1989 року на хуторі проживало 6 людей, 2001-го — 10, 2011-го — 7.

## Принагідно
- Burgaičiai (Raseiniai) [Архівовано 7 листопада 2016 у Wayback Machine.]

| Литва | Це незавершена стаття з географії Литви. Ви можете допомогти проєкту, виправивши або дописавши її. |